# Xã Uxbridge, Quận Barnes, Bắc Dakota
Xã Uxbridge (tiếng Anh: Uxbridge Township) là một xã thuộc quận Barnes, tiểu bang Bắc Dakota, Hoa Kỳ. Năm 2010, dân số của xã này là 89 người.